# Henri Ferdinand Bellan
Pour les articles homonymes, voir Bellan.
Henri Ferdinand Bellan né le 5 avril 1870 à Paris et mort le 12 juillet 1922 est un peintre français.

## Biographie

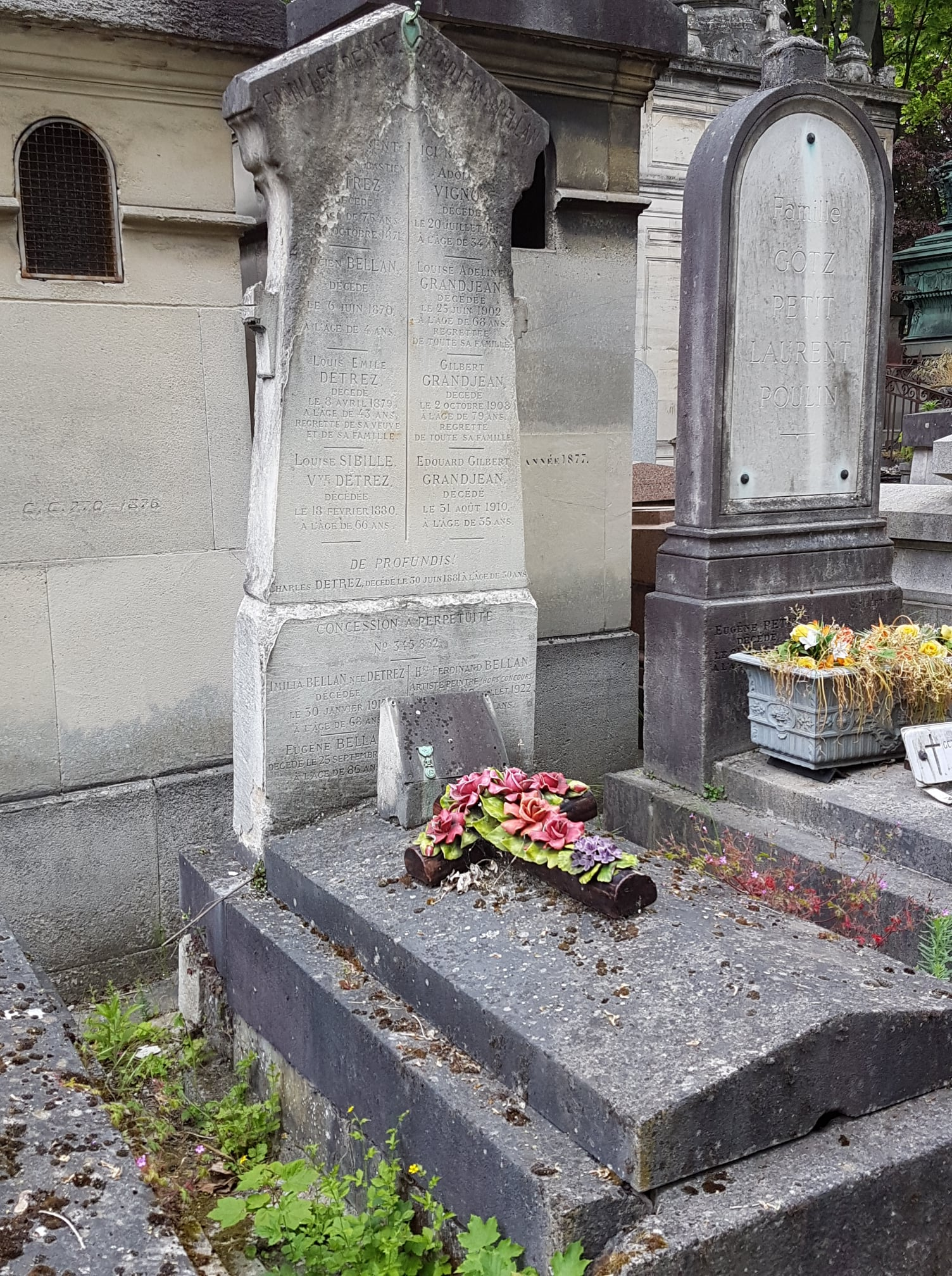
Sépulture au cimetière du Père-Lachaise.

Henri Ferdinand Bellan est le fils de Eugène Auguste, fabricant de stores et de Louise Émelie Detrez.
Eleve de François Feyen-Perrin, il entre à l’École des beaux-arts et étudie auprès de Léon Bonnat et Alfred Roll.
En 1902, il remporte le prix Raigecourt-Goyon.
Il épouse Marie Amélie Poupinelle en 1907, Léon Bonnat est un témoin du mariage.
Il est inhumé le 21 juillet 1922 au cimetière du Père-Lachaise (54e division).